# راجيف فان لا بارا
راجيف فان لا بارا (بالهولندية: Rajiv van La Parra)‏ (4 يونيو 1991 في هولندا - ) هو لاعب كرة قدم هولندي في مركز جناح ‏. شارك مع منتخب هولندا تحت 17 سنة لكرة القدم ومنتخب هولندا تحت 19 سنة لكرة القدم ومنتخب هولندا تحت 21 سنة لكرة القدم. أما مع النوادي، فقد لعب مع برايتون أند هوف ألبيون وفاينورد ونادي كاين ونادي هيرنفين وهدرسفيلد تاون ووولفرهامبتون واندررز.

## وصلات خارجية
- راجيف فان لا بارا على موقع الاتحاد الأوربي (الإنجليزية)
- راجيف فان لا بارا على موقع قاعدة بيانات كرة القدم.إي يو (الإنجليزية)
- راجيف فان لا بارا على موقع ليكيب (الفرنسية)
- راجيف فان لا بارا على موقع Soccerbase.com (لاعب) (الإنجليزية)
- راجيف فان لا بارا على موقع Soccerway.com (الإنجليزية)
- راجيف فان لا بارا على موقع عالم كرة القدم.نت (الإنجليزية)
- راجيف فان لا بارا على موقع AS.com (الإسبانية)